# Sonate pour piano no 4 de Beethoven
La Sonate pour piano no 4 en mi bémol majeur, opus 7, de Ludwig van Beethoven, fut composée entre 1796 et 1797, publiée en octobre 1797 et dédiée à la comtesse Anna-Luisa de Keglevics.
Baptisée Grande sonate par son auteur, elle fut publiée seule, ce qui était inhabituel pour l'époque.
Elle comporte quatre mouvements et son exécution a une durée d'environ 28 minutes :
1. Allegro molto e con brio
2. Largo, con gran espressione
3. Allegro
4. Rondo. Poco allegretto e grazioso